# 綠牡丹 (白茶)

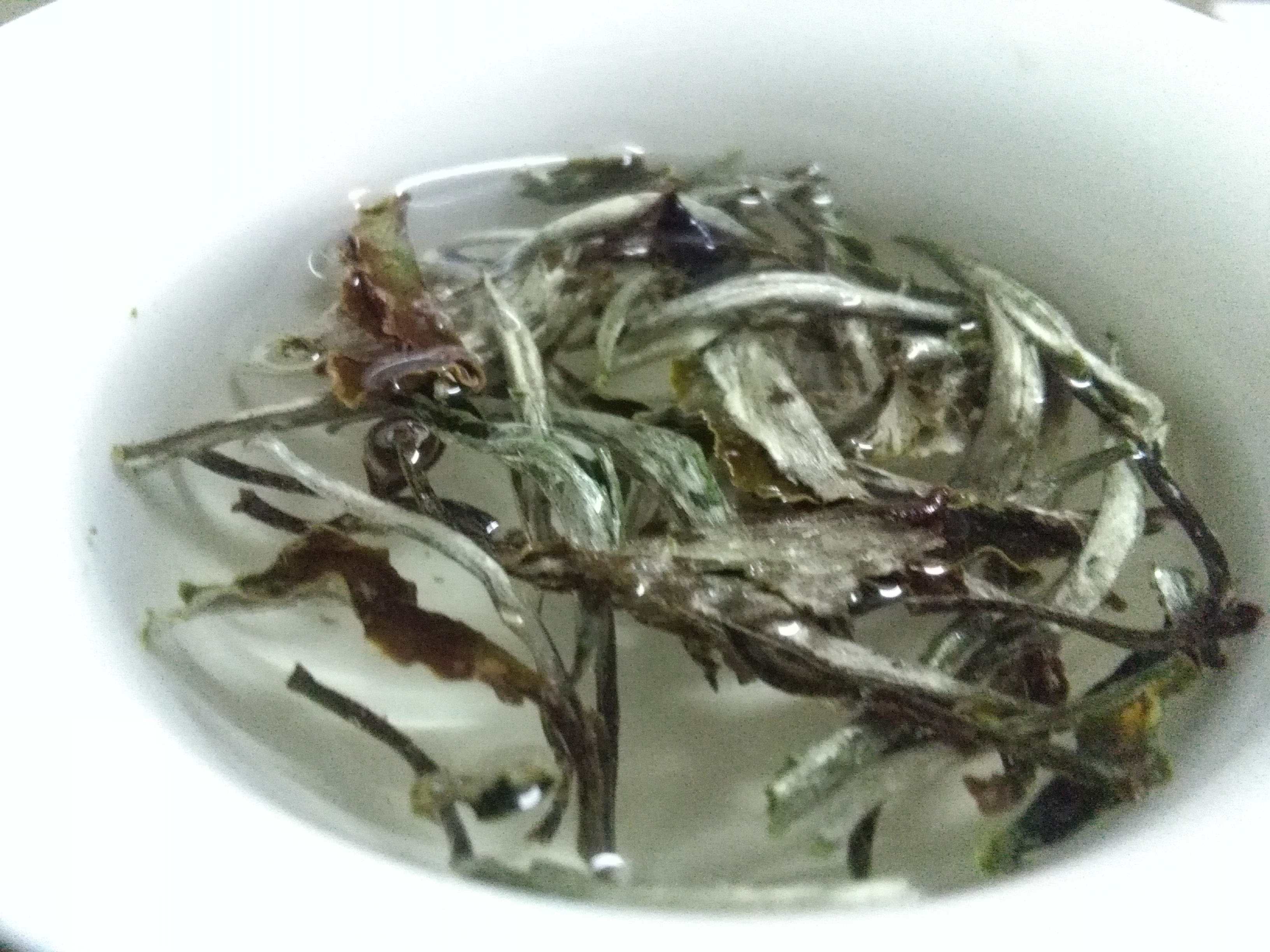
綠牡丹

绿牡丹，是中國特產白茶的一種，由云南茶农唐望所研製，採谷景大白茶一芽一叶萎凋六十小時製成。